# Diponthus festivus
Diponthus festivus är en insektsart som beskrevs av Gerstaecker 1873. Diponthus festivus ingår i släktet Diponthus och familjen Romaleidae. Inga underarter finns listade i Catalogue of Life.